# Stanley Cup playoff 2014
I playoff della Stanley Cup 2014 del campionato NHL 2013-2014 hanno avuto inizio il 16 aprile 2014. Le sedici squadre qualificate per i playoff, otto da ciascuna Conference, hanno giocato un primo turno divisionale seguito dalle finali di Division e poi dalle finali di Conference. Dalla stagione 2013-2014 sono state trasformate sia la Eastern che la Western Conference. La Eastern Conference, formata da 16 squadre, è stata divisa in due Division da 8 squadre ciascuna (Metropolitan e Atlantic), mentre Western Conference, con 14 squadre, è stata divisa in due Division da sette squadre (Pacific e Central). In seguito al riallineamento la NHL ha trasformato anche i playoff: le prime tre squadre di ciascuna Division si qualificano per i playoff della propria Conference. I quattro posti rimanenti, due per Conference, vengono invece assegnati a squadre wild card ovvero quelle meglio classificate che non sono riuscite a classificarsi nei primi tre posti di ogni Division.
I Columbus Blue Jackets entrarono ai playoff per la seconda volta nella loro storia dopo la partecipazione nel 2009, quando ancora militavano nella Western Conference. I Dallas Stars ritornarono ai playoff dopo l'ultima qualificazione nel 2008. Per la prima volta dal 1973 i Montreal Canadiens furono la sola squadra canadese capace di qualificarsi ai playoff. I Detroit Red Wings proseguirono la loro striscia record con 23 presenze consecutive ai playoff.

## Squadre partecipanti

### Eastern Conference

#### Atlantic Division
1. Boston Bruins - vincitori della Atlantic Division, della stagione regolare nella Eastern Conference e del Presidents' Trophy, 117 punti
2. Tampa Bay Lightning - 101 punti
3. Montreal Canadiens - 100 punti
4. Detroit Red Wings - wild card, 93 punti

#### Metropolitan Division
1. Pittsburgh Penguins - vincitori della Metropolitan Division, 109 punti
2. New York Rangers - 96 punti
3. Philadelphia Flyers - 94 punti
4. Columbus Blue Jackets - wild card, 93 punti

### Western Conference

#### Central Division
1. Colorado Avalanche - vincitori della Central Division, 112 punti
2. St. Louis Blues - 111 punti
3. Chicago Blackhawks - 107 punti
4. Minnesota Wild - wild card, 98 punti
5. Dallas Stars - wild card, 91 punti

#### Pacific Division
1. Anaheim Ducks - vincitori della Pacific Division e della stagione regolare nella Western Conference, 116 punti
2. San Jose Sharks - 111 punti
3. Los Angeles Kings - 100 punti

### Tabellone
In ciascun turno la squadra con il ranking più alto si sfida con quella dal posizionamento più basso, usufruendo anche del vantaggio del fattore campo. Nella finale di Stanley Cup il fattore campo si determina dai punti ottenuti in stagione regolare dalle due squadre. Ciascuna serie, al meglio delle sette gare, segue il formato 2-2-1-1-1: la squadra migliore in stagione regolare disputa in casa Gara-1 e 2, (se necessario anche Gara-5 e 7), mentre quella posizionata peggio gioca nel proprio palazzetto Gara-3 e 4 (se necessario anche Gara-6).
|  | Divisional Round   | Divisional Round      | Divisional Round   |   |                     | Divisional Finals   | Divisional Finals | Divisional Finals |  |    | Conference Finals  | Conference Finals | Conference Finals |  |    | Finale Stanley Cup | Finale Stanley Cup | Finale Stanley Cup |
|  |                    |                       |                    |   |                     |                     |                   |                   |  |    |                    |                   |                   |  |    |                    |                    |                    |
|  | A1                 | Boston Bruins         | 4                  |   |                     |                     |                   |                   |  |    |                    |                   |                   |  |    |                    |                    |                    |
|  | WC                 | Detroit Red Wings     | 1                  |   |                     |                     |                   |                   |  |    |                    |                   |                   |  |    |                    |                    |                    |
|  | WC                 | Detroit Red Wings     | 1                  |   | A1                  | Boston Bruins       | 3                 |                   |  |    |                    |                   |                   |  |    |                    |                    |                    |
|  |                    |                       |                    |   | A1                  | Boston Bruins       | 3                 |                   |  |    |                    |                   |                   |  |    |                    |                    |                    |
|  |                    | A3                    | Montreal Canadiens | 4 |                     |                     |                   |                   |  |    |                    |                   |                   |  |    |                    |                    |                    |
|  | A2                 | A3                    | Montreal Canadiens | 4 | Tampa Bay Lightning | 0                   |                   |                   |  |    |                    |                   |                   |  |    |                    |                    |                    |
|  | A2                 |                       |                    |   | Tampa Bay Lightning | 0                   |                   |                   |  |    |                    |                   |                   |  |    |                    |                    |                    |
|  | A3                 | Montreal Canadiens    | 4                  |   |                     |                     |                   |                   |  |    |                    |                   |                   |  |    |                    |                    |                    |
|  | A3                 | Montreal Canadiens    | 4                  |   |                     |                     |                   |                   |  | A3 | Montreal Canadiens | 2                 |                   |  |    |                    |                    |                    |
|  | Eastern Conference |                       |                    |   |                     |                     |                   |                   |  | A3 | Montreal Canadiens | 2                 |                   |  |    |                    |                    |                    |
|  |                    | M2                    | New York Rangers   | 4 |                     |                     |                   |                   |  |    |                    |                   |                   |  |    |                    |                    |                    |
|  | M1                 | M2                    | New York Rangers   | 4 | Pittsburgh Penguins | 4                   |                   |                   |  |    |                    |                   |                   |  |    |                    |                    |                    |
|  | M1                 |                       |                    |   | Pittsburgh Penguins | 4                   |                   |                   |  |    |                    |                   |                   |  |    |                    |                    |                    |
|  | WC                 | Columbus Blue Jackets | 2                  |   |                     |                     |                   |                   |  |    |                    |                   |                   |  |    |                    |                    |                    |
|  | WC                 | Columbus Blue Jackets | 2                  |   | M1                  | Pittsburgh Penguins | 3                 |                   |  |    |                    |                   |                   |  |    |                    |                    |                    |
|  |                    |                       |                    |   | M1                  | Pittsburgh Penguins | 3                 |                   |  |    |                    |                   |                   |  |    |                    |                    |                    |
|  |                    | M2                    | New York Rangers   | 4 |                     |                     |                   |                   |  |    |                    |                   |                   |  |    |                    |                    |                    |
|  | M2                 | M2                    | New York Rangers   | 4 | New York Rangers    | 4                   |                   |                   |  |    |                    |                   |                   |  |    |                    |                    |                    |
|  | M2                 |                       |                    |   | New York Rangers    | 4                   |                   |                   |  |    |                    |                   |                   |  |    |                    |                    |                    |
|  | M3                 | Philadelphia Flyers   | 3                  |   |                     |                     |                   |                   |  |    |                    |                   |                   |  |    |                    |                    |                    |
|  | M3                 | Philadelphia Flyers   | 3                  |   |                     |                     |                   |                   |  |    |                    |                   |                   |  | M2 | New York Rangers   | 1                  |                    |
|  |                    |                       |                    |   |                     |                     |                   |                   |  |    |                    |                   |                   |  | M2 | New York Rangers   | 1                  |                    |
|  |                    | P3                    | Los Angeles Kings  | 4 |                     |                     |                   |                   |  |    |                    |                   |                   |  |    |                    |                    |                    |
|  | C1                 | P3                    | Los Angeles Kings  | 4 | Colorado Avalanche  | 3                   |                   |                   |  |    |                    |                   |                   |  |    |                    |                    |                    |
|  | C1                 |                       |                    |   | Colorado Avalanche  | 3                   |                   |                   |  |    |                    |                   |                   |  |    |                    |                    |                    |
|  | WC                 | Minnesota Wild        | 4                  |   |                     |                     |                   |                   |  |    |                    |                   |                   |  |    |                    |                    |                    |
|  | WC                 | Minnesota Wild        | 4                  |   | WC                  | Minnesota Wild      | 2                 |                   |  |    |                    |                   |                   |  |    |                    |                    |                    |
|  |                    |                       |                    |   | WC                  | Minnesota Wild      | 2                 |                   |  |    |                    |                   |                   |  |    |                    |                    |                    |
|  |                    | C3                    | Chicago Blackhawks | 4 |                     |                     |                   |                   |  |    |                    |                   |                   |  |    |                    |                    |                    |
|  | C2                 | C3                    | Chicago Blackhawks | 4 | St. Louis Blues     | 1                   |                   |                   |  |    |                    |                   |                   |  |    |                    |                    |                    |
|  | C2                 |                       |                    |   | St. Louis Blues     | 1                   |                   |                   |  |    |                    |                   |                   |  |    |                    |                    |                    |
|  | C3                 | Chicago Blackhawks    | 4                  |   |                     |                     |                   |                   |  |    |                    |                   |                   |  |    |                    |                    |                    |
|  | C3                 | Chicago Blackhawks    | 4                  |   |                     |                     |                   |                   |  | C3 | Chicago Blackhawks | 3                 |                   |  |    |                    |                    |                    |
|  | Western Conference |                       |                    |   |                     |                     |                   |                   |  | C3 | Chicago Blackhawks | 3                 |                   |  |    |                    |                    |                    |
|  |                    | P3                    | Los Angeles Kings  | 4 |                     |                     |                   |                   |  |    |                    |                   |                   |  |    |                    |                    |                    |
|  | P1                 | P3                    | Los Angeles Kings  | 4 | Anaheim Ducks       | 4                   |                   |                   |  |    |                    |                   |                   |  |    |                    |                    |                    |
|  | P1                 |                       |                    |   | Anaheim Ducks       | 4                   |                   |                   |  |    |                    |                   |                   |  |    |                    |                    |                    |
|  | WC                 | Dallas Stars          | 2                  |   |                     |                     |                   |                   |  |    |                    |                   |                   |  |    |                    |                    |                    |
|  | WC                 | Dallas Stars          | 2                  |   | P1                  | Anaheim Ducks       | 3                 |                   |  |    |                    |                   |                   |  |    |                    |                    |                    |
|  |                    |                       |                    |   | P1                  | Anaheim Ducks       | 3                 |                   |  |    |                    |                   |                   |  |    |                    |                    |                    |
|  |                    | P3                    | Los Angeles Kings  | 4 |                     |                     |                   |                   |  |    |                    |                   |                   |  |    |                    |                    |                    |
|  | P2                 | P3                    | Los Angeles Kings  | 4 | San Jose Sharks     | 3                   |                   |                   |  |    |                    |                   |                   |  |    |                    |                    |                    |
|  | P2                 |                       |                    |   | San Jose Sharks     | 3                   |                   |                   |  |    |                    |                   |                   |  |    |                    |                    |                    |
|  | P3                 | Los Angeles Kings     | 4                  |   |                     |                     |                   |                   |  |    |                    |                   |                   |  |    |                    |                    |                    |

## Eastern Conference

### Semifinali di Division

#### Boston - Detroit
| Arbitri: | Francis Charron Paul Devorski |

|              |           |  |
| Dacjuk 56:59 | Marcatori |  |

| Arbitri: | Chris Lee François St. Laurent |

|                  |           |                                                  |
| Glendening 33:20 | Marcatori | 07:28 Florek 10:35 Smith 38:16 Lucic 42:27 Chára |

| Arbitri: | Marc Joannette Kevin Pollock |

|                                           |           |  |
| Hamilton 09:00 Caron 15:48 Bergeron 58:01 | Marcatori |  |

| Arbitri: | Brad Watson Justin St. Pierre |

|                                     |           |                             |
| Krug 30:14 Lucic 41:15 Iginla 73:32 | Marcatori | 11:00 Kronwall 24:27 Dacjuk |

| Arbitri: | Steve Kozari Dean Morton |

|                               |           |                                                     |
| Dacjuk 34:41 Zetterberg 56:08 | Marcatori | 03:27 Eriksson 39:56 Chára 44:27 Lucic 59:44 Iginla |

#### Tampa Bay - Montreal
| Arbitri: | Dan O'Halloran Gord Dwyer |

|                                                                 |           |                                                  |
| Plekanec 10:28 Gionta 36:39 Eller 45:10 Vanek 51:30 Weise 78:08 | Marcatori | 10:09 Kučerov 33:24, 53:27 Stamkos 47:11 Killorn |

| Arbitri: | Tim Peel Chris Rooney |

|                                                       |           |               |
| Desharnais 22:34 Bourque 30:35, 54:39 Gallagher 51:46 | Marcatori | 58:01 Purcell |

| Arbitri: | Francis Charron Paul Devorski |

|                         |           |                                              |
| Palát 28:39 Carle 51:36 | Marcatori | 00:11 Bourque 38:10 Gallagher 45:43 Plekanec |

| Arbitri: | Chris Lee François St. Laurent |

|                                        |           |                                                           |
| Palát 24:32 Hedman 43:29 Johnson 46:31 | Marcatori | 02:24 Brière 15:21 Eller 25:42 Gallagher 59:17 Pacioretty |

#### Pittsburgh - Columbus
| Arbitri: | Eric Furlatt Wes McCauley |

|                                             |           |                                                         |
| Johnson 06:20 Letestu 17:58 MacKenzie 20:43 | Marcatori | 17:13 Jokinen 21:34 Bennett 22:19 Niskanen 48:18 Sutter |

| Arbitri: | Dave Jackson Dan O'Rourke |

|                                                   |           |                                     |
| Johansen 05:07 Calvert 27:31, 81:10 Johnson 53:59 | Marcatori | 03:30, 04:24 Gibbons 17:52 Niskanen |

| Arbitri: | Steve Kozari Dean Morton |

|                                                        |           |                                           |
| Orpik 39:58 Sutter 45:53 Stempniak 47:03 Jokinen 48:06 | Marcatori | 01:38 Jenner 03:18 Johnson 41:04 Atkinson |

| Arbitri: | Gord Dwyer Dan O'Halloran |

|                                     |           |                                                          |
| Adams 06:09 Kunitz 10:37 Neal 11:10 | Marcatori | 16:39 Jenner 34:20 Johansen 59:36 Dubinsky 62:49 Foligno |

| Arbitri: | Tim Peel Chris Rooney |

|              |           |                                         |
| Jenner 12:55 | Marcatori | 27:42 Kunitz 46:16 Jokinen 58:59 Letang |

| Arbitri: | Marc Joannette Kevin Pollock |

|                                         |           |                                           |
| Malkin 09:11, 13:13, 35:22 Sutter 20:34 | Marcatori | 50:21 Tjutin 53:54 Anisimov 55:13 Foligno |

#### NY Rangers - Philadelphia
| Arbitri: | Dave Jackson Dan O'Rourke |

|                 |           |                                                            |
| MacDonald 07:28 | Marcatori | 10:53 Zuccarello 48:22 Richards 49:09 Stepan 55:52 Hagelin |

| Arbitri: | Eric Furlatt Wes McCauley |

|                                                           |           |                               |
| Voráček 14:14 Akeson 25:45 L. Schenn 31:18 Simmonds 59:34 | Marcatori | 04:08 St. Louis 08:22 Pouliot |

| Arbitri: | Francis Charron Paul Devorski |

|                                                           |           |              |
| Stepan 03:54 St. Louis 10:24 Girardi 25:17 Carcillo 50:53 | Marcatori | 17:18 Streit |

| Arbitri: | Gord Dwyer Dan O'Halloran |

|             |           |                          |
| Moore 04:38 | Marcatori | 08:55 Read 27:22 Voráček |

| Arbitri: | Brad Watson Justin St. Pierre |

|                               |           |                                                    |
| Lecavalier 39:27 Giroux 58:31 | Marcatori | 11:53 Staal 28:07 Richards 36:20 Moore 59:45 Boyle |

| Arbitri: | Steve Kozari Dean Morton |

|                                |           |                                                            |
| Hagelin 53:26 Zuccarello 59:03 | Marcatori | 07:08, 21:32, 35:19 Simmonds 34:17 Gustafsson 55:49 Giroux |

| Arbitri: | Tim Peel Chris Rooney |

|              |           |                              |
| Akeson 44:32 | Marcatori | 23:06 Carcillo 31:46 Pouliot |

### Finali di Division

#### Boston - Montreal
| Arbitri: | Marc Joannette Kevin Pollock |

|                                                  |           |                                      |
| Subban 11:23, 84:17 Bourque 23:38 Bouillon 52:09 | Marcatori | 42:44 Smith 46:30 Krug 58:02 Boychuk |

| Arbitri: | Dave Jackson Dan O'Rourke |

|                                 |           |                                                                    |
| Weaver 21:09 Vanek 38:09, 46:30 | Marcatori | 13:02 Paille 50:56 Hamilton 54:17 Bergeron 56:28 Smith 58:54 Lucic |

| Arbitri: | Tim Peel Chris Rooney |

|                             |           |                                                     |
| Bergeron 37:48 Iginla 57:44 | Marcatori | 10:57 Plekanec 14:44 Subban 33:52 Weise 59:57 Eller |

| Arbitri: | Brad Watson Steve Kozari |

|              |           |  |
| Fraser 61:19 | Marcatori |  |

| Arbitri: | Eric Furlatt Wes McCauley |

|                              |           |                                                         |
| Gallagher 34:39 Subban 57:31 | Marcatori | 13:20 Söderberg 21:04 Smith 21:36 Iginla 59:12 Eriksson |

| Arbitri: | Dan O'Halloran Kelly Sutherland |

|  |           |                                                 |
|  | Marcatori | 02:11 Eller 35:24 Pacioretty 37:39, 56:04 Vanek |

| Arbitri: | Dave Jackson Dan O'Rourke |

|                                           |           |              |
| Weise 02:18 Pacioretty 30:22 Brière 57:07 | Marcatori | 37:58 Iginla |

#### Pittsburgh - NY Rangers
| Arbitri: | Brad Watson Steve Kozari |

|                                             |           |                            |
| Pouliot 05:04 Richards 17:03 Brassard 63:06 | Marcatori | 27:15 Stempniak 33:28 Neal |

| Arbitri: | Eric Furlatt Wes McCauley |

|  |           |                                         |
|  | Marcatori | 30:26 Letang 56:30 Jokinen 59:06 Malkin |

| Arbitri: | Dan O'Halloran Kelly Sutherland |

|                            |           |  |
| Crosby 22:34 Jokinen 35:20 | Marcatori |  |

| Arbitri: | Dave Jackson Dan O'Rourke |

|                                                      |           |                                |
| Malkin 02:31 Sutter 38:27 Jokinen 47:02 Kunitz 54:04 | Marcatori | 25:30 Hagelin 53:07 Zuccarello |

| Arbitri: | Tim Peel Chris Rooney |

|                                                                |           |              |
| Kreider 09:36 Brassard 15:23, 27:58 McDonagh 28:48 Klein 57:31 | Marcatori | 23:23 Malkin |

| Arbitri: | Marc Joannette Kevin Pollock |

|              |           |                                              |
| Sutter 16:56 | Marcatori | 03:34 St. Louis 06:25 Hagelin 35:30 Brassard |

| Arbitri: | Marc Joannette Kevin Pollock |

|                            |           |               |
| Boyle 05:25 Richards 27:56 | Marcatori | 24:15 Jokinen |

### Finale di Conference

#### Montreal - NY Rangers
| Arbitri: | Steve Kozari Brad Watson |

| |           |                           |
| St. Louis 04:35 Zuccarello 06:27 Kreider 38:59 Richards 39:48 McDonagh 41:28 Stepan 44:11 Nash 44:36 | Marcatori | 12:38 Bourque 55:22 Eller |

| Arbitri: | Wes McCauley Dan O'Halloran |

|                                           |           |                  |
| McDonagh 06:31 Nash 18:58 St. Louis 28:03 | Marcatori | 06:14 Pacioretty |

| Arbitri: | Marc Joannette Kevin Pollock |

|                                            |           |                             |
| Markov 23:20 Brière 56:58 Galchenyuk 61:12 | Marcatori | 15:18 Hagelin 59:31 Kreider |

| Arbitri: | Dave Jackson Dan O'Rourke |

|                             |           |                                              |
| Bouillon 28:08 Subban 42:00 | Marcatori | 07:18 Hagelin 39:04 Brassard 66:02 St. Louis |

| Arbitri: | Steve Kozari Brad Watson |

|                                              |           |                                                                                               |
| Stepan 10:44, 32:06 Nash 29:48 Kreider 34:12 | Marcatori | 01:48 Galchenyuk 12:24 Plekanec 23:44 Pacioretty 26:54, 35:10, 46:33 Bourque 55:43 Desharnais |

| Arbitri: | Wes McCauley Dan O'Halloran |

|  |           |             |
|  | Marcatori | 38:07 Moore |

## Western Conference

### Semifinali di Division

#### Colorado - Minnesota
| Arbitri: | Steve Kozari Dean Morton |

|                                                    |           |                                                                  |
| Coyle 15:20 Suter 31:05 Haula 36:08 Brodziak 38:12 | Marcatori | 13:14 Landeskog 34:12 O'Reilly 47:13 McGinn 59:46, 67:27 Stastny |

| Arbitri: | Marc Joannette Kevin Pollock |

|                             |           |                                                      |
| Coyle 04:18 Scandella 58:41 | Marcatori | 06:20 MacKinnon 22:58, 31:59 Landeskog 59:45 Stastny |

| Arbitri: | Brad Watson Justin St. Pierre |

|  |           |                |
|  | Marcatori | 65:08 Granlund |

| Arbitri: | Tim Peel Chris Rooney |

|                |           |                            |
| O'Reilly 33:25 | Marcatori | 03:47 Spurgeon 32:55 Coyle |

| Arbitri: | Brad Meier Kelly Sutherland |

|                                           |           |                                                           |
| Moulson 29:17 Parise 44:34 Brodziak 46:25 | Marcatori | 28:04 McLeod 32:16 Holden 58:46 Parenteau 63:27 MacKinnon |

| Arbitri: | Paul Devorski Gord Dwyer |

|                            |           |                                                                     |
| Stastny 16:59 Holden 24:47 | Marcatori | 00:49, 53:31 Parise 09:35 Granlund 58:34 Pominville 59:04 Scandella |

| Arbitri: | Eric Furlatt Wes McCauley |

|                                                                    |           |                                                       |
| Koivu 08:04 Heatley 27:27 Niederreiter 46:33, 65:02 Spurgeon 57:33 | Marcatori | 02:52 Holden 13:38 McGinn 42:55 Stastny 51:16 Johnson |

#### St. Louis - Chicago
| Arbitri: | Marc Joannette Kevin Pollock |

|                                       |           |                                                             |
| Oduya 11:14 Seabrook 14:39 Kane 18:24 | Marcatori | 04:40 Cracknell 15:52 Tarasenko 58:15 Schwartz 100:26 Steen |

| Arbitri: | Brad Meier Kelly Sutherland |

|                                           |           |                                                              |
| Keith 37:25 Seabrook 44:53 Rozsíval 46:38 | Marcatori | 07:08 Porter 19:58 Shattenkirk 59:53 Tarasenko 65:50 Jackman |

| Arbitri: | Dave Jackson Dan O'Rourke |

|  |           |                          |
|  | Marcatori | 04:10 Toews 59:40 Krüger |

| Arbitri: | Eric Furlatt Wes McCauley |

|                                       |           |                                            |
| Tarasenko 38:51, 52:26 Lapierre 39:56 | Marcatori | 28:40 Shaw 36:09, 71:17 Kane 56:08 Bickell |

| Arbitri: | Chris Lee François St. Laurent |

|                                     |           |                               |
| Hossa 16:11 Smith 37:10 Toews 67:36 | Marcatori | 31:04 Oshie 41:42 Pietrangelo |

| Arbitri: | Gord Dwyer Dan O'Halloran |

|             |           |                                                              |
| Oshie 16:28 | Marcatori | 04:12 Bickell 40:44 Toews 42:01 Sharp 47:30 Shaw 57:05 Keith |

#### Anaheim - Dallas
| Arbitri: | Chris Lee François St. Laurent |

|                                        |           |                                                             |
| Benn 36:36 Sceviour 38:09 Seguin 53:53 | Marcatori | 01:53 Palmieri 12:49 Getzlaf 19:30 Perreault 29:04 Beleskey |

| Arbitri: | Brad Watson Justin St. Pierre |

|                              |           |                                          |
| Chiasson 07:40 Garbutt 49:58 | Marcatori | 17:14 Getzlaf 36:15 Perry 45:09 Cogliano |

| Arbitri: | Brad Meier Kelly Sutherland |

|  |           |                                         |
|  | Marcatori | 19:25 Benn 37:15 Ničuškin 47:52 Garbutt |

| Arbitri: | Steve Kozari Dean Morton |

|                          |           |                                                      |
| Allen 12:17 Maroon 18:16 | Marcatori | 20:27 Benn 26:33 Fiddler 46:22 Eakin 47:44 Goligoski |

| Arbitri: | Eric Furlatt Wes McCauley |

|                          |           |                                                                                       |
| Benn 10:00 Horcoff 28:19 | Marcatori | 05:32 Bonino 10:26 Rakell 21:05 Perreault 41:07 Silfverberg 44:30 Getzlaf 46:49 Perry |

| Arbitri: | Dave Jackson Dan O'Rourke |

|                                                            |           |                                              |
| Smith-Pelly 17:57, 59:36 Lovejoy 23:55 Bonino 57:50, 62:47 | Marcatori | 05:16, 30:33 Daley 10:27 Eakin 19:01 Garbutt |

#### San Jose - Los Angeles
| Arbitri: | Brad Meier Kelly Sutherland |

|                                       |           |                                                                                |
| Muzzin 42:01 Vojnov 46:55 Lewis 53:59 | Marcatori | 03:06 Thornton 19:08 Hertl 19:56 Marleau 32:57 Torres 36:29 Vlasic 59:05 Burns |

| Arbitri: | Gord Dwyer Dan O'Halloran |

|                          |           |                                                                                                |
| Muzzin 01:51 Lewis 09:33 | Marcatori | 24:25 Brown 29:04 Torres 34:45 Braun 41:08 Marleau 44:07 Pavelski 48:08 Couture 50:06 Thornton |

| Arbitri: | Tim Peel Chris Rooney |

|                                                   |           |                                        |
| Burns 03:16 Nieto 29:17 Hertl 49:17 Marleau 66:20 | Marcatori | 24:48 Stoll 27:59 Gáborík 40:51 Carter |

| Arbitri: | Francis Charron Paul Devorski |

|                                           |           |                                                                      |
| Sheppard 19:52 Nieto 28:25 Pavelski 51:36 | Marcatori | 04:08, 40:34 Gáborík 23:52, 36:07 Williams 39:01 Toffoli 58:32 Brown |

| Arbitri: | Marc Joannette Kevin Pollock |

|                                          |           |  |
| Toffoli 08:09 Kopitar 12:52 Carter 20:22 | Marcatori |  |

| Arbitri: | Chris Lee François St. Laurent |

|                |           |                                            |
| Sheppard 32:26 | Marcatori | 05:39, 51:56 Williams 53:27, 54:42 Kopitar |

| Arbitri: | Dave Jackson Dan O'Rourke |

|                                                                     |           |             |
| Doughty 24:57 Kopitar 38:39 Toffoli 44:40 Brown 57:53 Pearson 59:12 | Marcatori | 20:28 Irwin |

### Finali di Division

#### Chicago - Minnesota
| Arbitri: | Dan O'Halloran Kelly Sutherland |

|                             |           |                                                    |
| Stoner 42:19 Brodziak 46:56 | Marcatori | 14:48, 57:19 Bickell 31:21 Hossa 48:22, 56:47 Kane |

| Arbitri: | Kevin Pollock Marc Joannette |

|                 |           |                                             |
| McCormick 42:00 | Marcatori | 11:02 Toews 39:04, 58:37 Saad 57:15 Bickell |

| Arbitri: | Eric Furlatt Wes McCauley |

|  |           |                                                |
|  | Marcatori | 41:41 Haula 44:18, 58:43 Granlund 57:25 Parise |

| Arbitri: | Dave Jackson Dan O'Rourke |

|                           |           |                                                                   |
| Sharp 19:21 Handzuš 26:28 | Marcatori | 07:24 Fontaine 23:51 Pominville 27:12 Niederreiter 43:47 Spurgeon |

| Arbitri: | Tim Peel Chris Rooney |

|             |           |                           |
| Haula 16:33 | Marcatori | 29:18 Bickell 44:33 Toews |

| Arbitri: | Steve Kozari Brad Watson |

|                           |           |             |
| Versteeg 01:58 Kane 69:42 | Marcatori | 22:29 Haula |

#### Anaheim - Los Angeles
| Arbitri: | Tim Peel Chris Rooney |

|                                     |           |                              |
| Martinez 09:04 Gáborík 59:53, 72:07 | Marcatori | 11:41 Beleskey 48:08 Selänne |

| Arbitri: | Brad Watson Steve Kozari |

|                                         |           |              |
| Gáborík 00:34 Martinez 12:07 King 59:02 | Marcatori | 09:40 Maroon |

| Arbitri: | Kevin Pollock Marc Joannette |

|                                         |           |                             |
| Perry 04:06 Selänne 35:10 Lovejoy 57:05 | Marcatori | 24:59 Carter 59:29 Richards |

| Arbitri: | Dan O'Halloran Kelly Sutherland |

|                                 |           |  |
| Smith-Pelly 16:02 Getzlaf 18:45 | Marcatori |  |

| Arbitri: | Dave Jackson Dan O'Rourke |

|                           |           |                                                         |
| Lewis 09:12 Gáborík 38:42 | Marcatori | 02:12 Bonino 21:11, 22:34 Smith-Pelly 28:23 Silfverberg |

| Arbitri: | Eric Furlatt Wes McCauley |

|                |           |                          |
| Palmieri 35:42 | Marcatori | 08:16 Muzzin 34:04 Lewis |

| Arbitri: | Dan O'Halloran Wes McCauley |

|                                                                                      |           |                            |
| Williams 04:30 Carter 08:48 Richards 15:12 Kopitar 22:02 Gáborík 34:08 Pearson 53:54 | Marcatori | 37:02 Palmieri 43:42 Perry |

### Finale di Conference

#### Chicago - Los Angeles
| Arbitri: | Marc Joannette Kevin Pollock |

|               |           |                                    |
| Toffoli 24:35 | Marcatori | 14:46 Saad 31:54 Keith 56:10 Toews |

| Arbitri: | Dave Jackson Dan O'Rourke |

|                                                                      |           |                         |
| Williams 38:14 Carter 41:37, 54:44, 56:29 Muzzin 44:04 Toffoli 48:59 | Marcatori | 14:16 Leddy 21:40 Smith |

| Arbitri: | Brad Watson Steve Kozari |

|                                |           |                                                       |
| Toews 05:26, 13:19 Sharp 59:55 | Marcatori | 06:16 Vojnov 28:08 Carter 34:19 Toffoli 51:57 Doughty |

| Arbitri: | Dan O'Halloran Wes McCauley |

|                          |           |                                                                    |
| Saad 34:03 Bickell 49:29 | Marcatori | 09:00 Muzzin 11:13 Gáborík 15:56 Brown 32:43 Doughty 58:58 Pearson |

| Arbitri: | Marc Joannette Kevin Pollock |

|                                                     |           |                                                                 |
| Stoll 09:49 Gáborík 13:16 Brown 31:08 Pearson 33:08 | Marcatori | 01:13 Seabrook 03:40 Oduya 11:06 Saad 41:07 Smith 82:04 Handzuš |

| Arbitri: | Dave Jackson Dan O'Rourke |

|                                           |           |                                         |
| Kane 21:12, 56:15 Smith 22:49 Keith 51:34 | Marcatori | 17:03 King 45:32 Doughty 47:38 Martinez |

| Arbitri: | Dan O'Halloran Wes McCauley |

|                                                                        |           |                                           |
| Carter 16:31 Williams 17:22 Toffoli 30:31 Gáborík 52:43 Martinez 65:47 | Marcatori | 05:06 Saad 08:36 Toews 17:34, 38:25 Sharp |

## Finale Stanley Cup
La finale della Stanley Cup 2014 è una serie al meglio delle sette gare che determinerà il campione della National Hockey League per la stagione 2013-14. Nella storia dei playoff è la terza sfida fra New York Rangers e Los Angeles Kings, la prima dal 1981. Per i New York Rangers trattò dell'undicesima apparizione nella finale della Stanley Cup, la prima dopo il titolo nel 1994 contro i Vancouver Canucks. Per Chicago fu invece la terza apparizione dopo la vittoria contro i New Jersey Devils nel 2012.

## Statistiche

### Classifica marcatori
La seguente lista elenca i migliori marcatori al termine dei playoff.

| Giocatore        | Squadra            | PG | G  | A  | Pt | +/- | MP |
| ---------------- | ------------------ | -- | -- | -- | -- | --- | -- |
| Anže Kopitar     | Los Angeles Kings  | 26 | 5  | 21 | 26 | +9  | 14 |
| Jeff Carter      | Los Angeles Kings  | 26 | 10 | 15 | 25 | +5  | 4  |
| Justin Williams  | Los Angeles Kings  | 26 | 9  | 16 | 25 | +13 | 35 |
| Marián Gáborík   | Los Angeles Kings  | 26 | 14 | 8  | 22 | +6  | 6  |
| Patrick Kane     | Chicago Blackhawks | 19 | 8  | 12 | 20 | +5  | 8  |
| Drew Doughty     | Los Angeles Kings  | 26 | 5  | 13 | 18 | +2  | 30 |
| Jonathan Toews   | Chicago Blackhawks | 19 | 9  | 8  | 17 | +3  | 8  |
| Ryan McDonagh    | New York Rangers   | 25 | 4  | 13 | 17 | -1  | 8  |
| Brandon Saad     | Chicago Blackhawks | 19 | 6  | 10 | 16 | +10 | 6  |
| Martin St. Louis | New York Rangers   | 25 | 8  | 7  | 15 | -5  | 2  |

### Classifica portieri
Questa è una tabella che combina i cinque migliori portieri dei playoff per media di gol subiti a gara con i cinque migliori portieri per percentuale di parate, con almeno 420 minuti disputati. La tabella è ordinata per la media gol subiti, e i criteri di inclusione sono in grassetto.

| Giocatore         | Squadra             | PG | Min     | V  | S  | OTS | TC  | GS | SO | Sv%  | MGS  |
| ----------------- | ------------------- | -- | ------- | -- | -- | --- | --- | -- | -- | ---- | ---- |
| Tuukka Rask       | Boston Bruins       | 12 | 752:43  | 7  | 5  | 1   | 348 | 25 | 2  | .929 | 1.99 |
| Henrik Lundqvist  | New York Rangers    | 25 | 1515:35 | 13 | 11 | 4   | 737 | 54 | 2  | .927 | 2.14 |
| Carey Price       | Montreal Canadiens  | 12 | 738:46  | 8  | 4  | 1   | 358 | 29 | 1  | .919 | 2.35 |
| Marc-André Fleury | Pittsburgh Penguins | 13 | 799:40  | 7  | 6  | 3   | 378 | 32 | 2  | .915 | 2.40 |
| Corey Crawford    | Chicago Blackhawks  | 19 | 1233:50 | 11 | 8  | 3   | 590 | 52 | 1  | .912 | 2.53 |
| Semёn Varlamov    | Colorado Avalanche  | 7  | 432:28  | 3  | 4  | 2   | 231 | 20 | 0  | .913 | 2.79 |